# Nicolae Bălcescu, Mehedinți
Nicolae Bălcescu este un sat ce aparține orașului Vânju Mare din județul Mehedinți, Oltenia, România.
Este situat la o distanta de 7 km de Vânju Mare, având  o populatie de aproximativ 1000 de locuitori.

## Fotografii

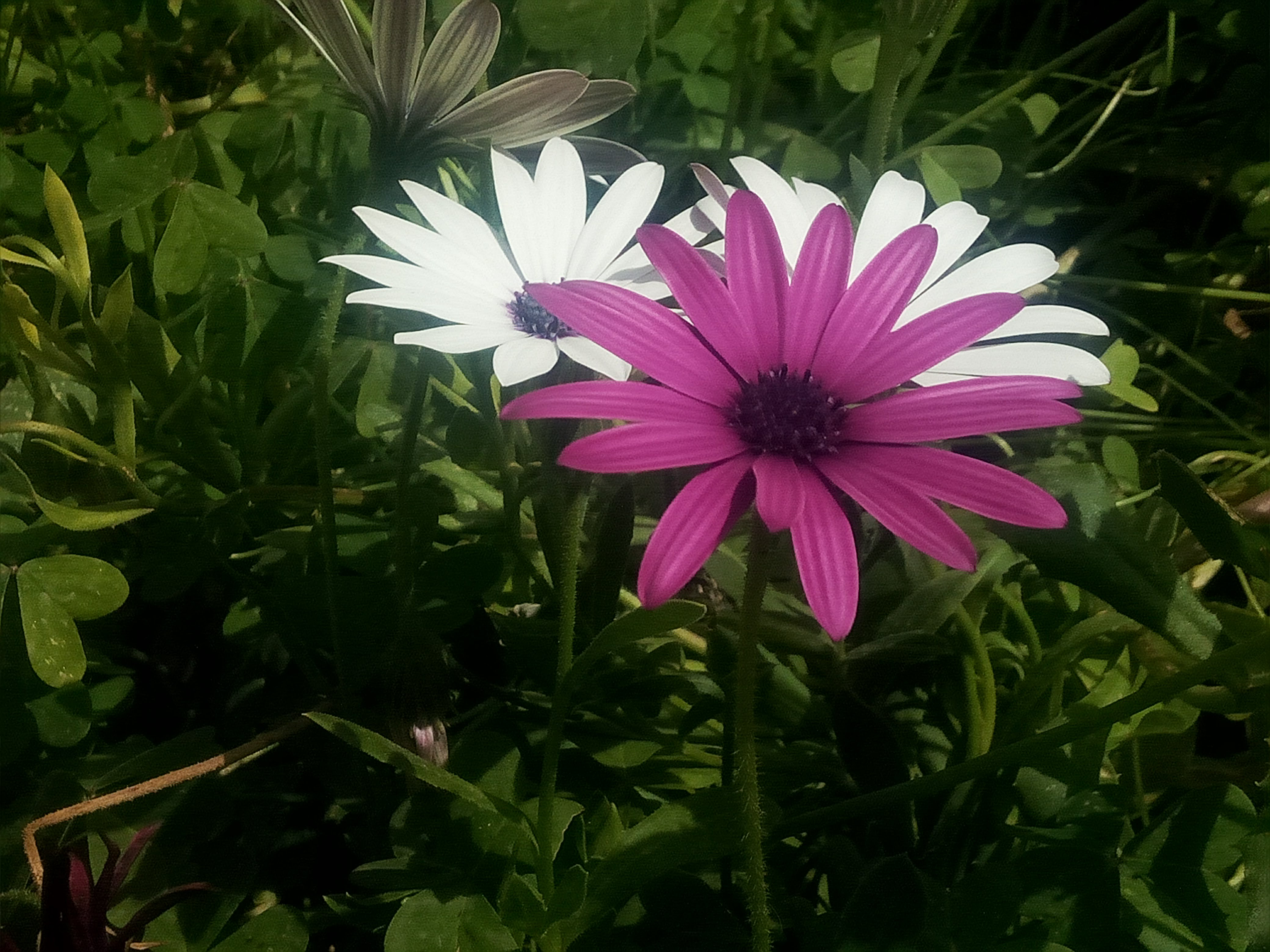
via de langa sat
elesteul din sat
cea mai cunoscuta cesmea din zona